# Chita-Halbinsel
Die Chita-Halbinsel (jap. 知多半島, Chita-hantō) ist eine Halbinsel an der Ostküste von Honshū in der Präfektur Aichi in Japan. 
Sie liegt südlich von Nagoya und trennt die Ise-Bucht im Westen von der Mikawa-Bucht im Osten, die hier auch Chita-Bucht genannt wird. Zu den Gemeinden und Städten auf der Halbinsel gehören heute Tōkai, Chita, Ōbu, Tokoname und Handa, von der Antike bis zu Ausgründungen im 20. Jahrhundert der Kreis (kōri/-gun) Chita aus der Provinz Owari.